# アジア四小龍

アジア四小龍
KOR
TWN
SIN
HKG

アジア四小龍（アジアよんしょうりゅう、亞洲四小龍、亚洲四小龙、朝鮮語: 아시아의 네 마리 용）もしくはアジアの4頭の虎（アジアのよんとうのとら、英語: Four Asian Tigers）は、韓国、台湾、シンガポール、香港の高度な市場経済及び先進経済に関連して用いられる用語である。また、この4つの国・地域を指して、アジアNIESと呼ぶ場合があった。

## 概要
これらの国・地域は年7％を超える異例の高成長率の維持及び1960年初頭（香港は1950年代半ば）から1990年代までの急速な工業化で知られる。なお「小龍」という呼称は本概念の提唱当時、既に高度経済成長を遂げ先進国となっていた日本を「アジア唯一の大龍」に見立て、それに次ぐという意味合いで名づけられた。
21世紀までには前記の国・地域は競争上の優位性に特化し、先進国・地域及び高所得国・地域に発展した。例えば、香港及びシンガポールは世界をリードする国際金融センターであるのに対し、韓国や台湾は製造情報技術で世界をリードしている。こうした経済的成功談は、多くの発展途上国の模範としての役割を果たしてきた。

## 経済指標・人間開発指数
|              | 国内総生産                     | 国内総生産                     | 1人当たり国内総生産        | 1人当たり国内総生産        |                          |                          |                          |                          |
| 国・地域     | 購買力平価 百万ドル （2022年） | 為替レート 百万ドル （2022年） | 購買力平価 ドル （2022年） | 為替レート ドル （2022年） | 貿易 百万ドル （2021年） | 輸出 百万ドル （2021年） | 輸入 百万ドル （2021年） | 人間開 発指数 （2021年） |
| ------------ | ------------------------------ | ------------------------------ | -------------------------- | -------------------------- | ------------------------ | ------------------------ | ------------------------ | ------------------------ |
| 韓国         | 2,765,834                      | 1,734,207                      | 53,574                     | 33,592                     | 1,113,940                | 644,400                  | 469,540                  | 0.925                    |
| シンガポール | 700,980                        | 423,632                        | 131,426                    | 79,426                     | 786,436                  | 457,357                  | 329,079                  | 0.939                    |
| 香港         | 518,743                        | 368,373                        | 69,987                     | 49,700                     | 1,248,493                | 669,903                  | 578,590                  | 0.952                    |
| 台湾         | 1,621,702                      | 828,659                        | 69,500                     | 35,513                     | 735,135                  | 447,693                  | 287,442                  | 0.926                    |

## 国際機関・組織
| 国・地域     | G20 | OECD | APEC | EAS | ASEAN    |
| ------------ | --- | ---- | ---- | --- | -------- |
| 韓国         | ○   | ○    | ○    | ○   | ○（APT） |
| シンガポール | ×   | ×    | ○    | ○   | ○        |
| 香港         | ×   | ×    | ○    | ×   | ×        |
| 台湾         | ×   | ×    | ○    | ×   | ×        |

## ギャラリー

アジア四小龍の風景
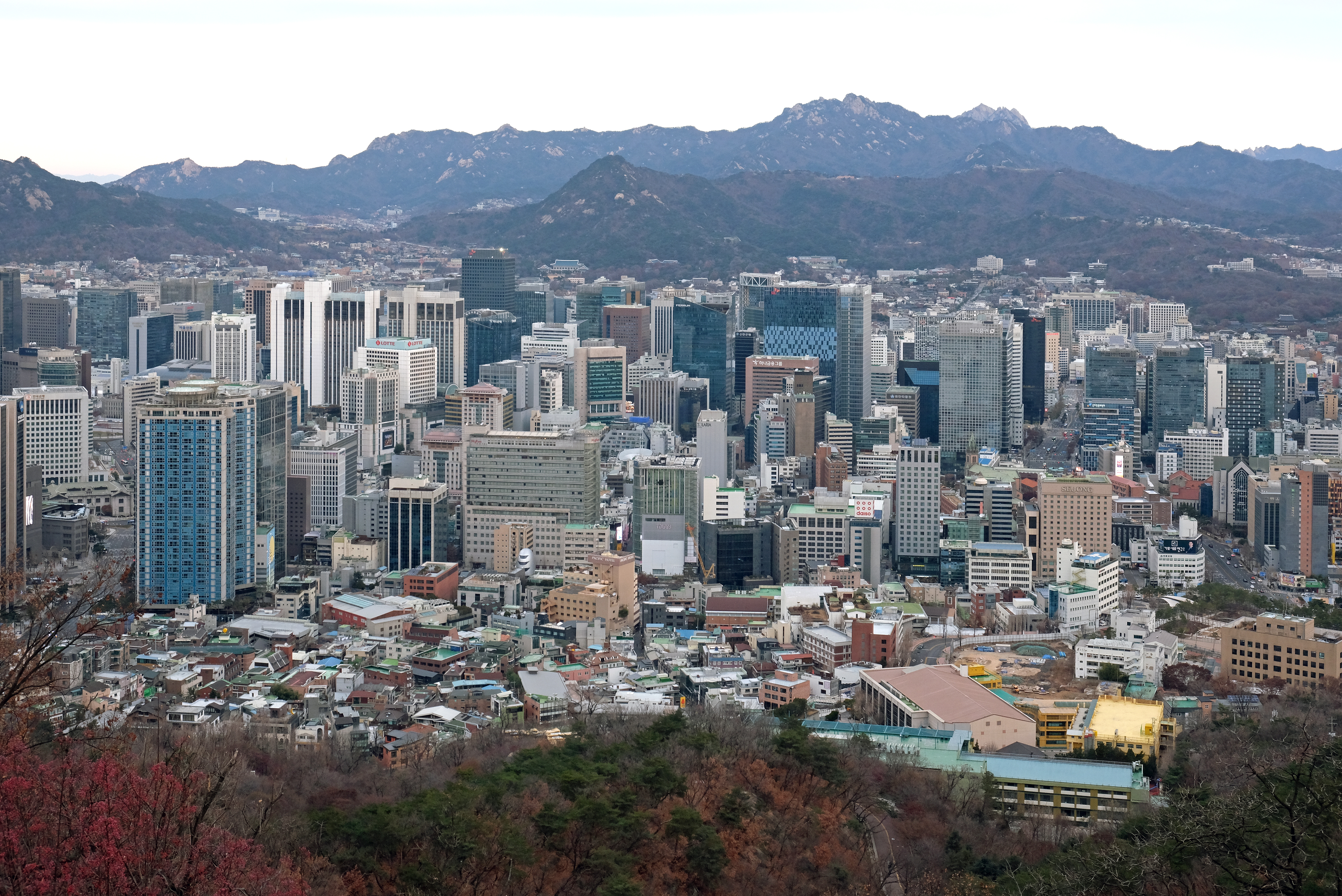
韓国（ソウル）
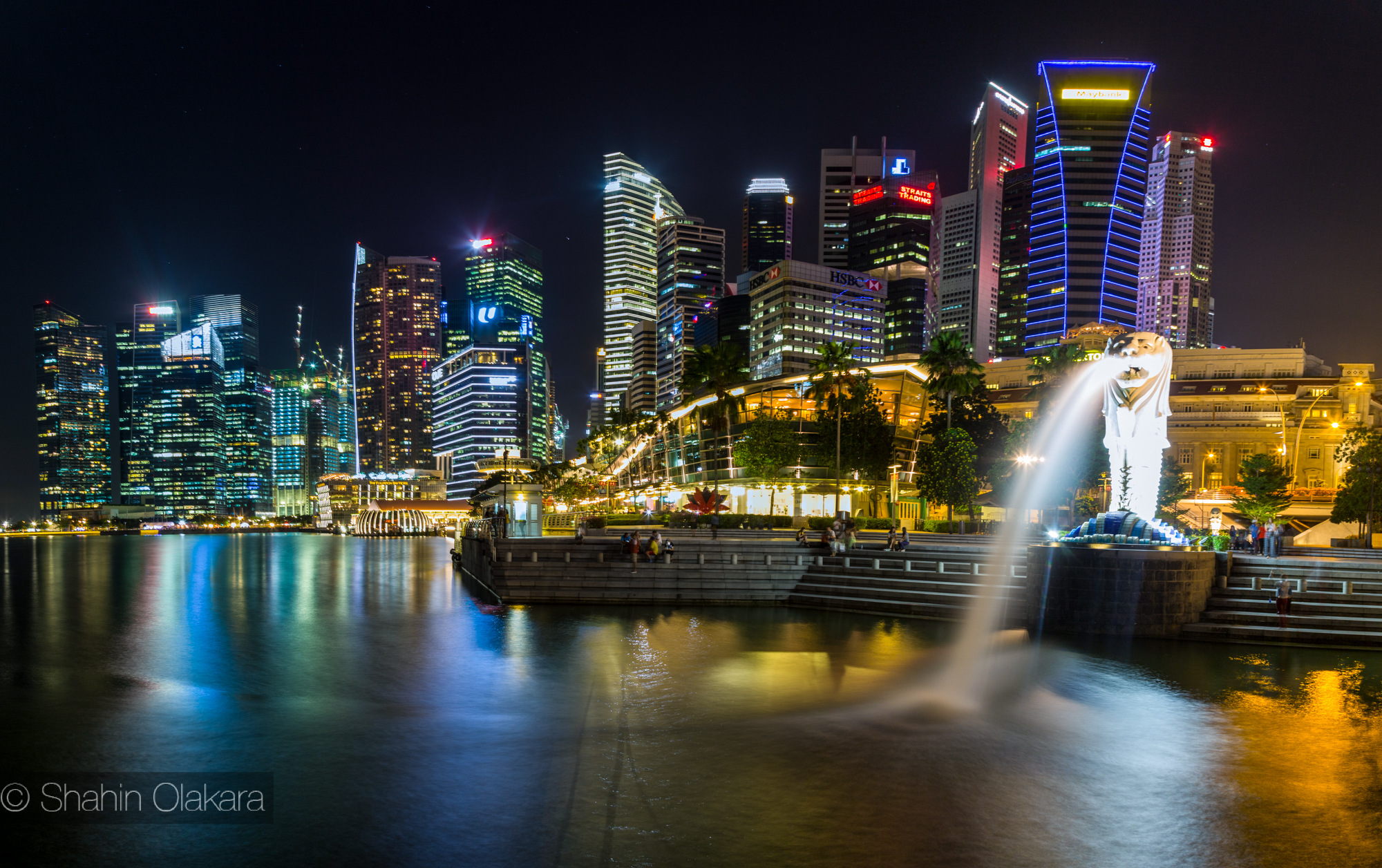
シンガポール
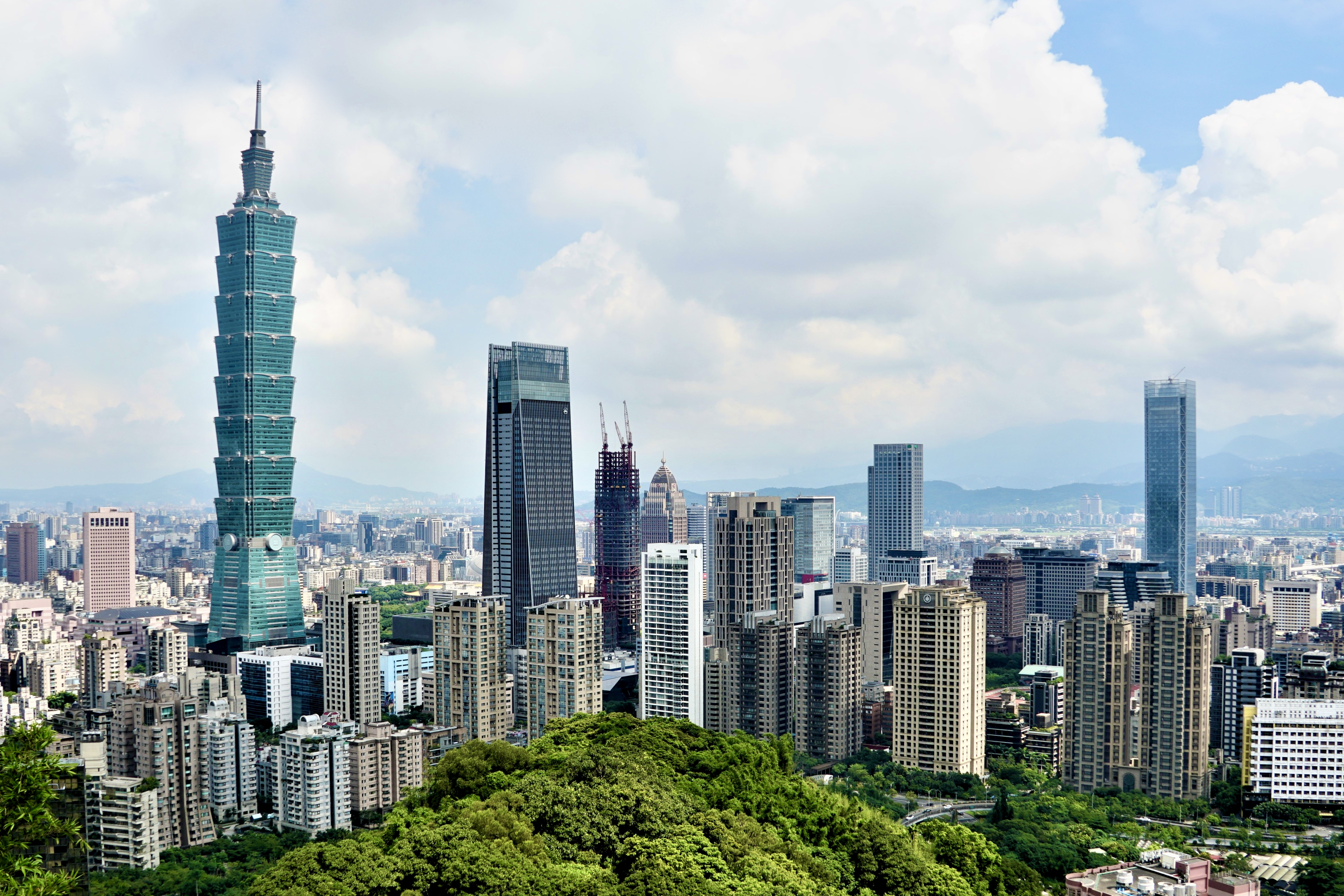
台湾（台北）
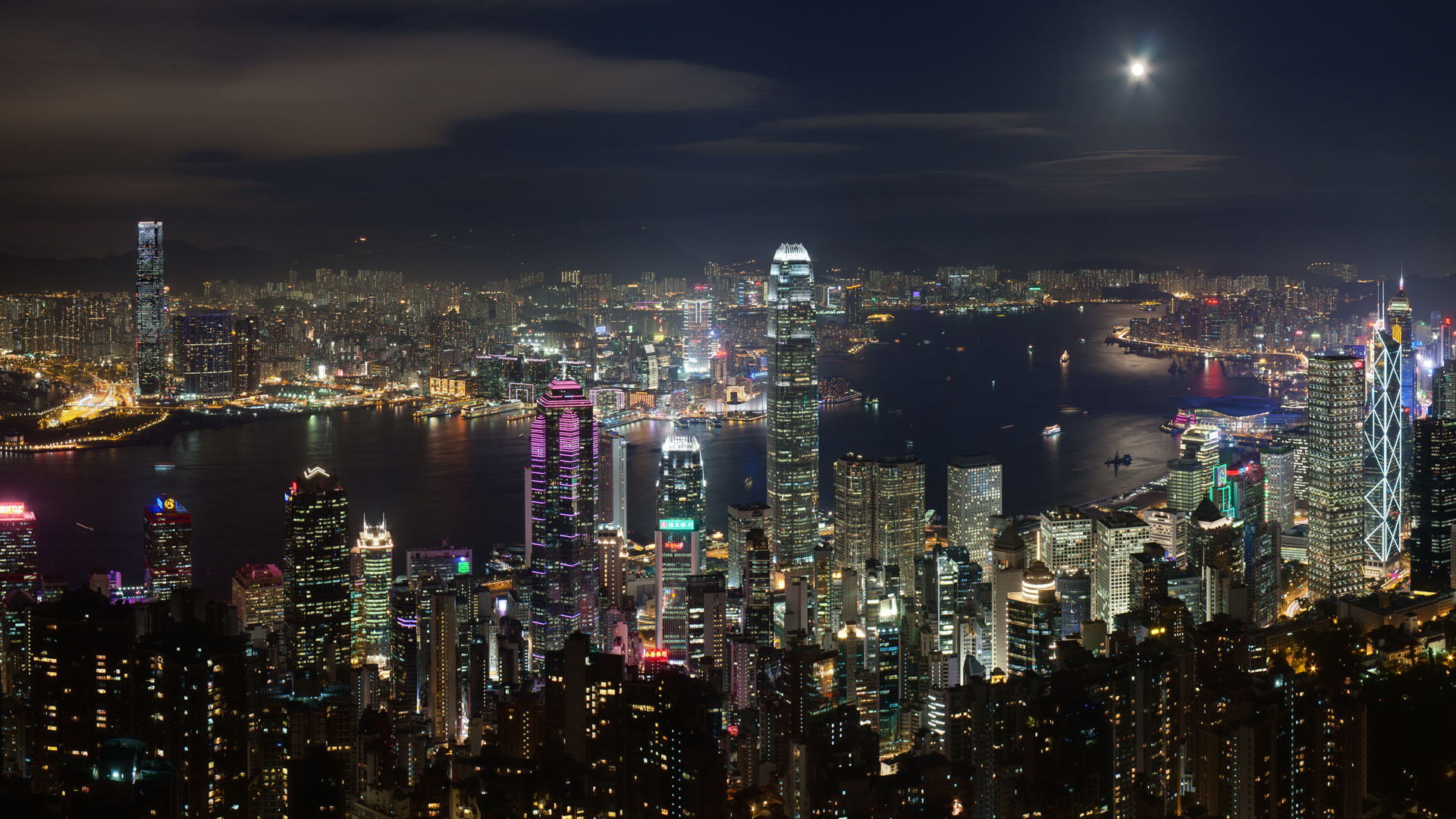
香港